# Francesco Failli

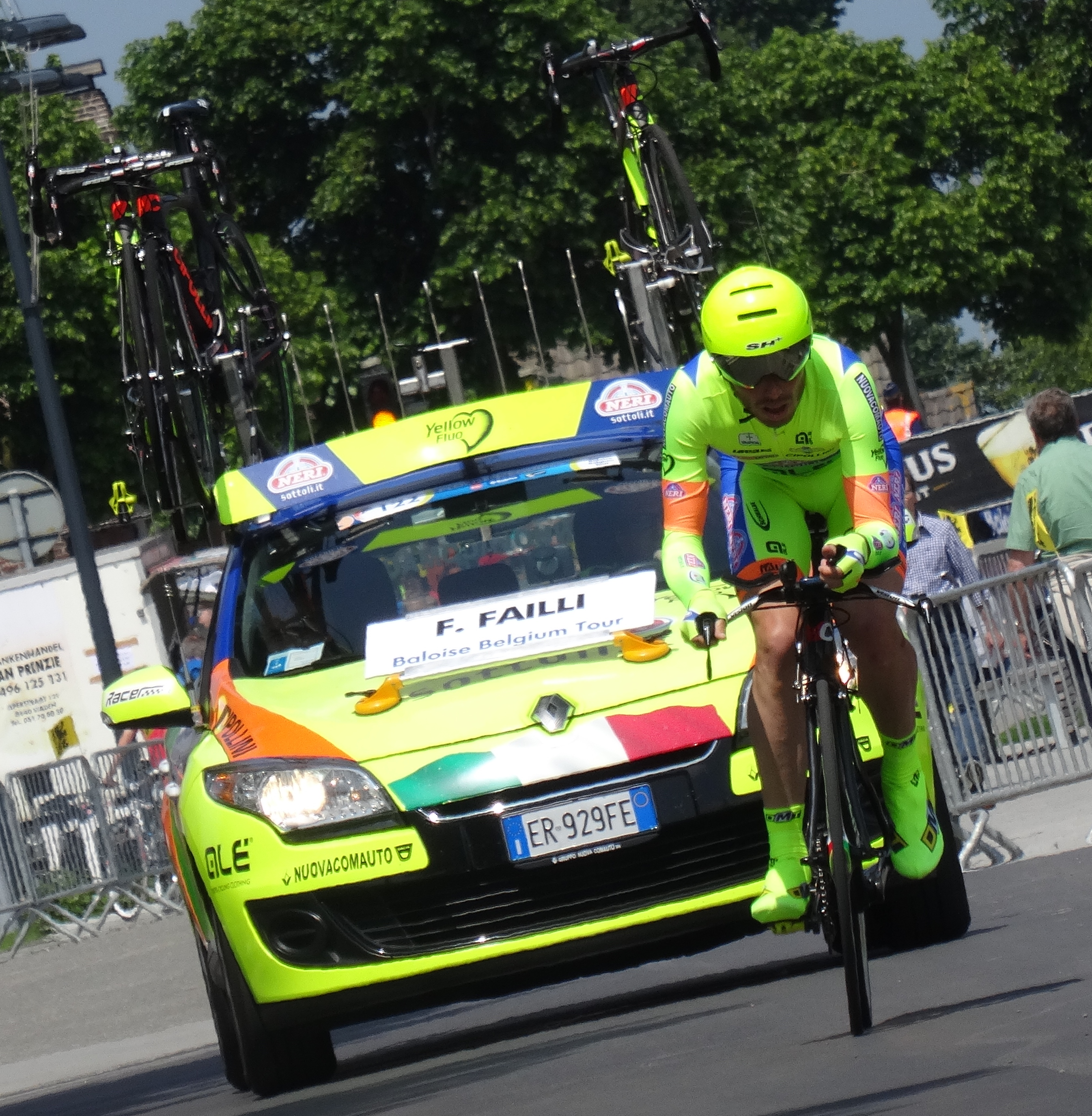
Francesco Failli lors du contre-la-montre de la 3e étape du Tour de Belgique 2014 à Dixmude.

Francesco Failli (né le 16 décembre 1983 à Montevarchi, dans la province d'Arezzo en Toscane) est un coureur cycliste italien.

## Palmarès

### Palmarès amateur
- 2000
  - Une étape des Tre Ciclistica Bresciana
- 2001
  - Gran Premio dell'Arno
  - Une étape des Tre Ciclistica Bresciana
  - 2e du Trofeo Guido Dorigo
- 2003
  - Coppa del Grano
  - 3e du Gran Premio della Liberazione
  - 3e du Circuit de Cesa
  - 3e de la Coppa Città di Asti

### Palmarès professionnel
- 2005
  - 2e du Grand Prix Fred Mengoni
- 2007
  - 1re étape de la Semaine cycliste lombarde (Contre-la-montre par équipes)
- 2008
  - 6e étape de la Semaine cycliste lombarde
  - 3e du Tour de la province de Reggio de Calabre
  - 10e du Tour de Lombardie
- 2009
  - 3e du  Tour de la province de Reggio de Calabre

## Résultats sur les grands tours

### Tour d'Italie
4 participations
- 2009 : 91e
- 2010 : 65e
- 2011 : abandon (5e étape)
- 2012 : 58e

### Tour d'Espagne
1 participation
- 2006 : 123e

## Classements mondiaux
| Année           | 2005 | 2006 | 2007 | 2008 | 2009 | 2010 | 2011 | 2012 | 2013 | 2014   |
| --------------- | ---- | ---- | ---- | ---- | ---- | ---- | ---- | ---- | ---- | ------ |
| UCI Europe Tour | 247e |      |      | 142e | 232e | 292e |      | 278e | 835e | 1 035e |